# Muro ucraniano
El muro ucraniano, también llamado muro europeo o barrera Rusia-Ucrania, y oficialmente llamada «Proyecto Muro» por el gobierno ucraniano, es una barrera fronteriza fortificada construida al norte de la península de Crimea y el este de Ucrania. Las primeras construcciones comenzaron tras el estallido de la guerra ruso-ucraniana en 2014, cuando el gobierno ucraniano buscaba evitar nuevas incursiones de Rusia en su territorio tras la anexión rusa de Crimea y la insurgencia prorrusa en el Dombás. También tenía como objetivo ayudar a la posición de Ucrania a obtener viajes sin visa a la Unión Europea. El ex primer ministro ucraniano Arseni Yatseniuk presentó este proyecto el 3 de septiembre de 2014 y comenzó oficialmente en 2015. En junio de 2020, el Servicio Estatal de Guardia de Fronteras de Ucrania esperaba que el proyecto estuviera terminado en 2025. Sin embargo, en un mensaje a Focus en enero de 2022 , afirmaron que el proyecto se había completado a un costo de ₴ 2,5 millones de grivnas.

## Historia

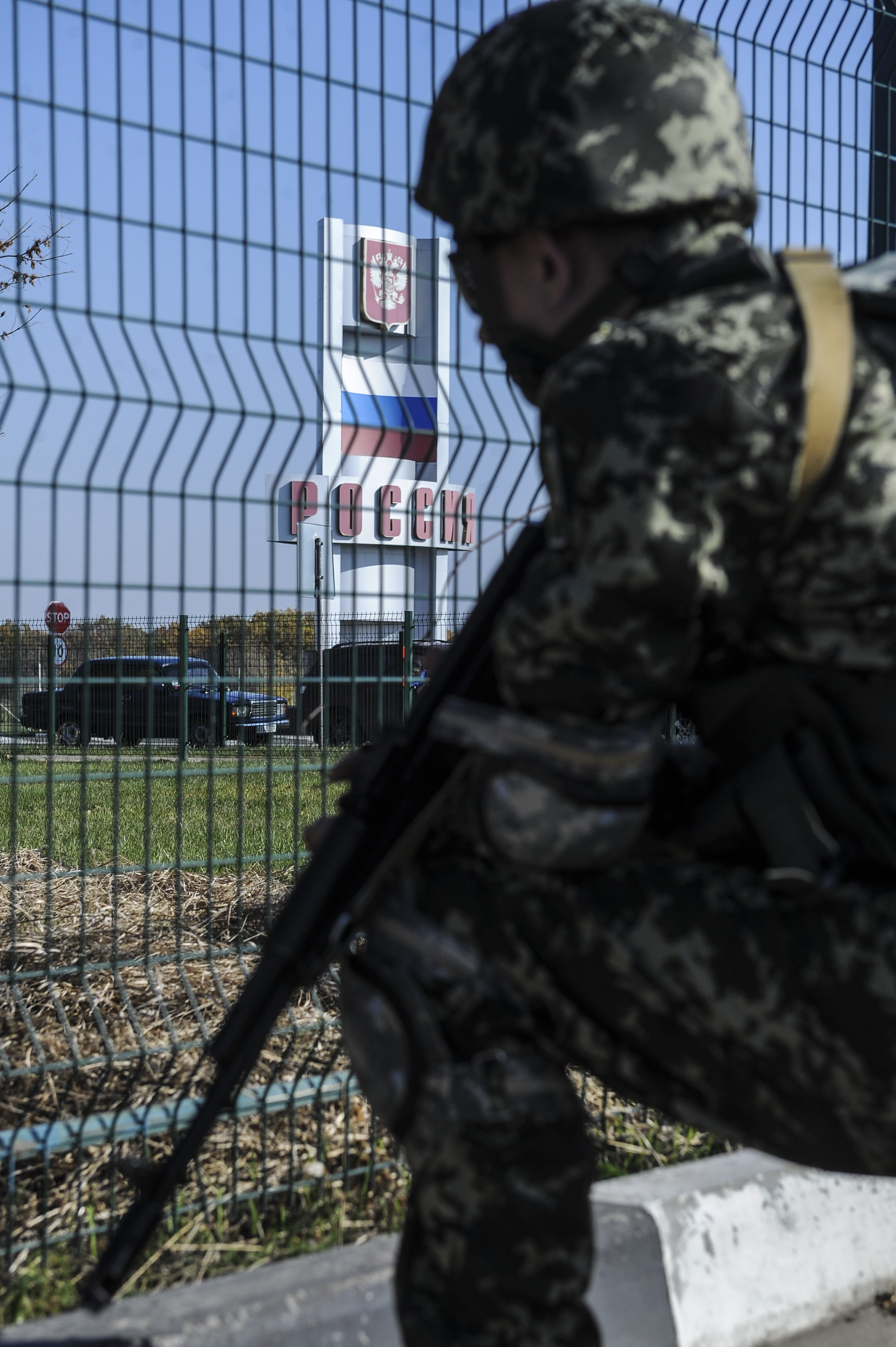
Miembro del ejército ucraniano tras el muro.

Tras la intervención militar rusa en Ucrania en 2014, en junio de ese mismo año, el político y magnate empresarial ucraniano Íhor Kolomoiski sugirió que Ucrania debería construir un muro a lo largo de la frontera con Rusia. El 3 de septiembre de 2014, el primer ministro ucraniano, Arseni Yatseniuk, anunció que Ucrania fortalecería su frontera con Rusia y lo llamó "Proyecto Muro". El mando de las fuerzas antiterroristas de Ucrania declaró que "Se han planificado dos líneas de defensa, cuyo principal objetivo es impedir la infiltración del adversario en el territorio de Ucrania". Según Yatseniuk, el proyecto era necesario "para cortar el apoyo ruso a los insurgentes en las regiones orientales" y también para obtener un régimen sin visas con la Unión Europea para Ucrania. También es un proyecto de empleo. El proyecto "Muro" se inició oficialmente el 10 de septiembre de 2014.
El 12 de septiembre de 2014, el Gabinete de Ministros de Ucrania asignó 100 millones de grivnas para la construcción de fortificaciones en la frontera con Rusia y en la frontera con Crimea. El 18 de marzo de 2015, el gobierno ucraniano asignó 865 millones de grivnas para construir fortificaciones en la frontera entre Ucrania y Rusia. El 10 de abril de 2015, Polonia asignó un préstamo de 100 millones de dólares para la modernización del sector energético y la mejora de las fronteras exteriores de Ucrania.
En mayo de 2015, se estaba construyendo un sistema de defensa amurallado a lo largo de la frontera rusa en el óblast de Járkov. Estaba previsto que el proyecto estuviera terminado en 2018.
El 20 de agosto de 2015, se anunció que Ucrania había completado el 10% de la línea de fortificación, afirmando que se habían cavado aproximadamente 180 kilómetros de zanjas antitanques, se habían erigido 40 kilómetros de vallas de alambre de púas y 500 obstáculos de fortificación. Hasta el momento se han utilizado 139 millones de grivnas de los 300 millones asignados para la construcción del muro, y se presupuestaron otros 460 millones de grivnas para 2016.
En agosto de 2017, se hizo público que grandes cantidades de dinero destinadas a pagar el proyecto del Muro fueron malversadas e incluso robadas. La Oficina Nacional Anticorrupción (NABU) anunció el arresto de varias personas involucradas en la construcción de la frontera fortificada.
El 5 de junio de 2020, el Servicio Estatal de Guardia de Fronteras de Ucrania declaró que el proyecto del Muro se había implementado en un 40% a finales de mayo de 2020. Desde 2015, se han gastado 63,6 millones de dólares en el proyecto que el Servicio de Guardia de Fronteras esperaba que estuviera terminado para 2025.
El jefe del Servicio Estatal de Guardia de Fronteras de Ucrania, Serhiy Deyneko, declaró el 5 de mayo de 2021 que Ucrania había construido 400 kilómetros de trincheras antitanques, 100 kilómetros de valla y 70 kilómetros de alambre de púas como parte del "Proyecto Muro". Según sus palabras, los guardias fronterizos estaban terminando los trabajos en la frontera en el óblast de Járkov, parte del trabajo se realizó en el óblast de Chernígov, un sitio se completó en el óblast de Lugansk y en el óblast de Sumy hasta el momento sólo estaban en marcha los trabajos de diseño y estudio.
El 24 de febrero de 2022, la construcción de la barrera se detuvo temporalmente cuando Rusia invadió Ucrania.